# Vad är vår kallelse, vårt hopp
Vad är vår kallelse, vårt hopp är en psalm med text skriven 1742 av Charles Wesley och musik skriven av Hugh Wilson. Texten översattes till svenska 1892 och bearbetades 1986.

## Publicerad i
- Psalmer och Sånger 1987 som nr 690 under rubriken "Att leva av tro - Efterföljd - helgelse".[1]